# Lukas Rüegg
Lukas Rüegg (Russikon, 9 settembre 1996) è un pistard e ciclista su strada svizzero che corre per il Team Vorarlberg.

## Palmarès

### Pista
- 2013

GP Velodromes Romands, Scratch Junior (Aigle)
- 2017

Campionati svizzeri, Velocità a squadre (con Manuel Behringer e Philip Diaz)
Campionati svizzeri, Inseguimento a squadre (con Claudio Imhof, Patrick Müller, Reto Müller e Nico Selenati)
- 2019

4ª prova Coppa del mondo 2019-2020, Inseguimento a squadre (Cambridge, con Claudio Imhof, Stefan Bissegger, Robin Froidevaux e Mauro Schmid)
- 2022

4 Jours de Genèvre, Americana (con Simon Vitzthum)
- 2023

Campionati svizzeri, Corsa a punti

### Strada
- 2018 (Team Vorarlberg Santic, una vittoria)

Campionati svizzeri, Prova in linea Under-23

#### Altri successi
- 2015 (Dilettanti)

1ª tappa Tour de Nouvelle-Calédonie (Tadine, cronosquadre)
- 2018 (Team Vorarlberg Santic)

Classifica scalatori An Post Rás
- 2024 (Team Vorarlberg)

Classifica scalatori Ronde de l'Oise

## Piazzamenti

### Competizioni mondiali
- Campionati del mondo su pista

Seul 2014 - Inseguimento a squadre Junior: 10º
Seul 2014 - Scratch Junior: 5º
Berlino 2020 - Inseguimento a squadre: 6º
Roubaix 2021 - Inseguimento a squadre: 5º
Roubaix 2021 - Americana: 7º
Saint-Quentin-en-Yvelines 2022 - Americana: 12º
Ballerup 2024 - Corsa a punti: 17º
Ballerup 2024 - Americana: 8º
- Campionati del mondo su strada

Bergen 2017 - In linea Under-23: 52º
Innsbruck 2018 - Cronometro Under-23: 14º
Innsbruck 2018 - In linea Under-23: 55º

### Competizioni europee
- Campionati europei su pista

Anadia 2014 - Inseguimento a squadre Junior: 3º
Anadia 2014 - Chilometro a cronometro Junior: 18º
Anadia 2014 - Scratch Junior: 10º
Anadia 2014 - Americana Junior: 7º
Montichiari 2016 - Inseguimento a squadre Under-23: 9º
Montichiari 2016 - Corsa a punti Under-23: 13º
Montichiari 2016 - Americana Under-23: 4º
Anadia 2017 - Inseguimento a squadre Under-23: 4º
Anadia 2017 - Americana Under-23: 7º
Aigle 2018 - Inseguimento a squadre Under-23: 2º
Aigle 2018 - Americana Under-23: 3º
Apeldoorn 2019 - Corsa a eliminazione: 8º
Apeldoorn 2019 - Scratch: 14º
Plovdiv 2020 - Inseguimento a squadre: 3º
Plovdiv 2020 - Americana: 6º
Grenchen 2023 - Corsa a punti: 13º
Grenchen 2023 - Americana: 12º
Apeldoorn 2024 - Americana: 11º
- Campionati europei su strada

Nyon 2014 - In linea Junior: 71º
Herning 2017 - In linea Under-23: 15º
Monaco di Baviera 2022 - In linea Elite: 53º
Drenthe 2023 - In linea Elite: 84º
- Giochi europei

Minsk 2019 - In linea: 42º
Minsk 2019 - Inseguimento a squadre: 3º